# Attalea rostrata
Attalea rostrata (corozo) es una especie de palmera arborescente, de la familia Arecaceae. 

## Descripción
Son palmas solitarias e inermes de hojas muy grandes con pinnas numerosas, relacionadas con el cocotero (Cocos nucifera); presentan florescencia interfoliar de ramificación simple con bráctea leñosa, monoicas, con flores femeninas más grandes que las masculinas. Los frutos son ovoides de 4 a 10 cm de longitud de color rojo maduros que al secarse se tornan de color café y de consistencia leñosa.

## Características Generales
Son palmeras que alcanzan un tamaño de hasta 20 m de alto y 60 cm de diámetro, tronco marcado con las cicatrices de las hojas caídas en forma de anillos, presentan gran cantidad de hojas de hasta 7 m de largo, con pinnas numerosas lineares de hasta 1.5 m de largo y de entre 6 y 7 cm de ancho, peciolo grueso de hasta un metro de largo. Inflorescencia de hasta 1.5 m de largo, con flores masculinas y femeninas, situándose las femeninas generalmente en la base las raquillas y las masculinas cerca del ápice. Fruto ovoide de entre 5 y 7 cm de largo y de entre 3 y 4 cm de diámetro con perianto acrescente en la base. Las semillas están presentes de 1 a 3 por fruto, generalmente de 4 cm de largo y 2 cm de diámetro, con embrión basal.

## Distribución
Desde el sur de Tamaulipas, hasta Campeche en México, en la vertiente del Golfo de México, al sur se destruye hasta Guatemala, Belice y Honduras. Asociado a sabanas húmedas, selva alta perennifolia y subperennifolia, humedales, vegetación secundaria, pudiendo conformar comunidades como especie dominante denominadas palmares o corozales.

## Taxonomía
Attalea rostrata  fue descrita por Anders Sandoe Oersted y publicado en Nova Genera et Species Plantarum (quarto ed.) 1: 302, pl. 700. 1815[1816].
Etimología
Attalea: nombre genérico que conmemora a Atalo III Filometor, rey de Pérgamo en Asia Menor, 138-133 antes de Cristo, que en el ocaso de su vida se interesó por las plantas medicinales.
rostrata: epíteto latíno que significa "picuda".
Sinonimia
- Attalea liebmannii (Becc.) Zona
- Attalea lundellii (Bartlett) Zona
- Cocos regia Liebm.
- Scheelea costaricensis Burret
- Scheelea liebmannii Becc.
- Scheelea lundellii Bartlett
- Scheelea preussii Burret
- Scheelea rostrata (Oerst.) Burret
- Scheelea zonensis L.H.Bailey[4][5]